# Манокотак (Аляска)
Манокотак (англ. Manokotak; юпик: Manuquutaq) — город в зоне переписи населения Диллингхем, штат Аляска, США. Население по данным переписи 2010 года составляет 442 человека.

## География
Площадь города составляет 96,2 км², из них 92,6 км² — суша и 3,6 км² — водные поверхности. Расположен на реке Игушик, в 40 км к юго-западу от города Диллингхем.

## Население
По данным переписи 2000 года, население города составляло 399 человек. Расовый состав: коренные американцы — 94,74 %; белые — 4,76 %; афроамериканцы — 0,25 % и представители двух и более рас — 0,25 %.
Из 93 домашних хозяйств в 55,9 % — воспитывали детей в возрасте до 18 лет, 67,7 % представляли собой совместно проживающие супружеские пары, в 11,8 % семей женщины проживали без мужей, 17,2 % не имели семьи. 15,1 % от общего числа семей на момент переписи жили самостоятельно, при этом 0 % составили одинокие пожилые люди в возрасте 65 лет и старше. В среднем домашнее хозяйство ведут 4,29 человек, а средний размер семьи — 4,92 человек.
Доля лиц в возрасте младше 18 лет — 44,4 %; лиц в возрасте от 18 до 24 лет — 10,8 %; от 25 до 44 лет — 24,8 %; от 45 до 64 лет — 15,0 % и лиц старше 65 лет — 5,0 %. Средний возраст населения — 22 года. На каждые 100 женщин приходится 116,8 мужчин; на каждые 100 женщин в возрасте старше 18 лет — 133,7 мужчин.
Средний доход на совместное хозяйство — $26 875; средний доход на семью — $30 357. Средний доход на душу населения — $9294.
Динамика численности населения города по годам:
| 1950 | 1960 | 1970 | 1980 | 1990 | 2000 | 2010 |
| ---- | ---- | ---- | ---- | ---- | ---- | ---- |
| 120  | 149  | 214  | 294  | 385  | 399  | 442  |

## Транспорт
Город обслуживается аэропортом Манокотак.